# وزارة حكمت سليمان
وزارة حكمت سليمان هي الحكومة العراقية الثانية والعشرون.
خلفت هذه الوزارة وزارة ياسين الهاشمي الثانية التي أطيح بها في انقلاب بكر صدقي في 29 تشرين الأول 1936، حيث بعث بكر صدقي برسالة إلى حكمت سليمان والذي كان وزيراً للداخلية ومنه إلى الملك غازي حيث يبلغه فيها بضرورة استقالة حكومة ياسين الهاشمي وإلا فان الجيش قادم إلى بغداد وسوف ينفذ هذه المهمة بقوة السلاح، فوافق الملك غازي على إقالة حكومة ياسين الهاشمي وتعيين حكمت سليمان بدلاً منه. وعين بكر صدقي رئيساً لأركان الجيش
استمرت للفترة من 29 تشرين الأول 1936 إلى 16 آب 1937 بعد مقتل بكر صدقي في 12 آب 1937، فأجبر حكمت سليمان على الأستقالة وحكم عليه بالسجن خمسة أعوام.
تشكلت بعدها وزارة جميل المدفعي الرابعة.

## التشكيلة الوزارية
تكونت الوزارة من الوزراء أدناه:
- رئيس مجلس الوزراء: حكمت سليمان، وكذلك وزير الداخلية
- وزير الدفاع: عبد اللطيف نوري
- وزير الخارجية: ناجي الأصيل
- وزير العدلية: صالح جبر، استقال في حزيران 1937، فخلفه علي محمود الشيخ
- وزير المالية: جعفر أبو التمن، استقال في حزيران 1937، فخلفه محمد علي محمود
- وزير المعارف: يوسف عز الدين الناصري، استقال في حزيران 1937، فخلفه جعفر حمندي
- وزير للاقتصاد والمواصلات: كامل الجادرجي، استقال في حزيران 1937، فخلفه عبد المهدي المنتفكي

## طالع
- انقلاب بكر صدقي